# A216高速公路
A216高速公路是法国的一条高速公路，始于加莱，终于加莱，与A16和A26高速相连。A216南北走向，全长3千米，经过北加莱海峡。本高速全线限速110公里/小时。